# Bajo Alentejo (provincia)
Véase Bajo Alentejo para la subregión actual.

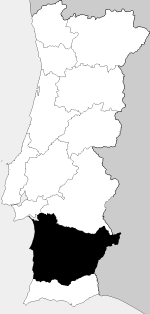
Antigua provincia del Bajo Alentejo.

El Bajo Alentejo (en portugués: Bajo Alentejo) es una provincia histórica (o región natural) portuguesa, instituida formalmente por una reforma administrativa de 1936, que tenía su capital en la ciudad de Beja. Sin embargo, las provincias nunca tuvieron ninguna atribución práctica, y desaparecieron del vocabulario administrativo (aunque no del vocabulario cotidiano de los portugueses) con la entrada en vigor de la Constitución de 1976.
Limitaba al norte con el Alto Alentejo, en el extremo noroeste con Estremadura, al oeste con el Océano Atlántico, al sur con el Algarve y al este con España (provincias de Badajoz, en Extremadura, y Huelva, en Andalucía). 
Entonces, estaba constituido por 18 concelhos, integrando todo el distrito de Beja y la mitad sur del distrito de Setúbal.
- Distrito de Beja: Aljustrel, Almodôvar, Alvito, Barrancos, Beja, Castro Verde, Cuba, Ferreira do Alentejo, Mértola, Moura, Odemira, Ourique, Serpa, Vidigueira.
- Distrito de Setúbal: Alcácer do Sal, Grândola, Santiago do Cacém, Sines.

Actualmente, su territorio se reparte entre las subregiones alentejanas del Bajo Alentejo y el Alentejo Litoral.